# Chillin
"Chillin" é uma canção do rapper americano Wale, com a participação de Lady Gaga e é o single de estreia do álbum do cantor, Attention: Deficit. Foi oficialmente lançado a 2 de Junho de 2009. Foi feito um remix da música, que é apresentado na mixtape do próprio, Back to the Feature, com o nome de "Chillin (Catch vs 9th)". O single recebeu diversas críticas. O vídeo musical mostra Wale e Gaga em diversos sítios de Washington D.C..

## Desempenho nas tabelas musicais

### Posições
| Tabela musical (2009)                      | Melhor posição |
| ------------------------------------------ | -------------- |
| Austrália - Australian Singles Chart       | 29             |
| Canadá - Canadian Hot 100                  | 73             |
| União Europeia - Eurochart Hot 100 Singles | 42             |
| Irlanda - Irish Singles Chart              | 19             |
| Reino Unido - UK Singles Chart             | 12             |
| Estados Unidos - Billboard Hot 100         | 99             |